# (3011) Chongqing
(3011) Chongqing es un asteroide perteneciente al cinturón de asteroides, descubierto el 26 de noviembre de 1978 por el equipo del Observatorio de la Montaña Púrpura desde el Observatorio de la Montaña Púrpura, Nankín (China).

## Designación y nombre
Designado provisionalmente como 1978 WM14. Fue nombrado Chongqing en homenaje al municipio de Chongqing en la República Popular China.